# 希盧泰區
希盧泰區是立陶宛克萊佩達縣内的市镇，位于该国西部，行政中心为希盧泰。市镇面積为1,706平方公里，2020年人口数量为37,637人。